# Tabără de vacanță (film)
Tabără de vacanță (titlu original: în engleză Holiday Camp) este un film britanic dramatic de comedie din 1947 regizat de Ken Annakin. Rolurile principale au fost interpretate de actorii Flora Robson, Dennis Price și Jack Warner. Scenariul este scris de Peter Rogers, Muriel Box și Sydney Box pe baza unei povestiri de Godfrey Winn.

## Rezumat
Familia Huggett merge într-o tabără de vacanță⁠(d) unde are de-a face cu trișori⁠(d) la jocuri de cărți, cu un criminal pe fugă și o tânără însărcinată și iubitul ei dispărut de acasă.

## Distribuție
- Flora Robson – Esther Harman
- Dennis Price – Binky Hardwick
- Jack Warner – Joe Huggett
- Hazel Court – Joan Martin (née Huggett)
- Emrys Jones – Michael Halliday
- Kathleen Harrison – Ethel Huggett
- Yvonne Owen – Angela Kirby
- Esmond Knight – Camp Announcer
- Jimmy Hanley – Jimmy Gardner
- Peter Hammond – Harry Huggett
- Esma Cannon – Elsie Dawson
- John Blythe – Steve
- Jeannette Tregarthen – Valerie Thompson
- Beatrice Varley – Valerie's Aunt
- Susan Shaw – Patsy Crawford
- Pamela Bramah – Beauty Queen
- Alfie Bass – a redcoat
- M. E. Clifton James – rolul său (Monty's Double)
- Patricia Roc, Cheerful Charlie Chester și Gerry Wilmot – rolul lor
- Diana Dors dansează Jitterbug.